# Châu Quan Ky
Châu Quan Ky (né en 1895 dans la province du Guangdong en Chine, mort en 1967 au Viêt Nam), était un maître en art martial chinois. Il était d'ethnie Hakkas, réputée pour la taille des pierres et sa pratique des arts martiaux et de la médecine traditionnelle.

## Biographie
Châu Quan Ky est encore très jeune à la mort de son père ; ne pouvant l'élever, sa mère le confie à son oncle qui va assurer son éducation. Celui-ci est un prêtre taoïste et dirige une grande école d'arts martiaux.
Châu Quan Ky montre rapidement des qualités indéniables pour la pratique des arts martiaux, atteignant un haut niveau technique qui surprend son entourage.
Il va poursuivre l'œuvre de son oncle en l'enrichissant de ses propres recherches.
En 1936 il quitte la Chine pour s'installer à Hong Kong puis à Trà Vinh dans le sud Vietnam, où il vient grossir le nombre d'immigrés chinois au Vietnam.
Sa maîtrise de l'art martial et de la médecine traditionnelle le fait rapidement connaître de la population locale. Un incident propage sa réputation dans tout le sud Vietnam : au cours d'une fête locale, deux Chinois exécutent une démonstration d'arts martiaux peu concluante. Ne voulant pas perdre la face devant le public vietnamien, l'organisateur demande alors à Châu Quan Ky de présenter une image plus réaliste de l'art martial. Bien que réticent, celui-ci s'exécute, émerveillant le public. Les deux démonstrateurs doutant de l'efficacité réelle, lancent un défi à Châu Quan Ky et sont mis hors combat. Plusieurs Chinois lui demandent de devenir ses disciples. Pendant longtemps Châu Quan Ky n'acceptera de dévoiler sa connaissance qu'aux Chinois.
En 1956, il va travailler à Cholon, faubourg chinois de la capitale du Sud-Vietnam comme acuponcteur et herboriste. Quelque temps après, à la demande de ses compatriotes, il s'installe à Gia Dinh, dans un temple taoïste, où il devient maître de cérémonie consacré au culte des morts. Il aura de multiples fonctions outre l'organisation des cérémonies, il soignera les fidèles qui fréquentent le temple.
À cette même époque, il fait la rencontre d'un jeune vietnamien, Pham Xuân Tong, qui devient le premier disciple du temple. Châu Quan Ky, sur le conseil de plusieurs experts vietnamiens Le Van Kien (école Bac Hac), Lai Qui et Long Ho Hoi (école Long Ho Hoi), accepte alors de se faire naturaliser vietnamien et de se licencier à la fédération des arts martiaux (Tong Cuac Quyen Thuat Viet Nam). Il crée la première école officielle en 1958 à Phu Nhan, le Vo Duong (dojo) Ho Hac Trao (la griffe du tigre et de la grue blanche).
À partir de 1967, alors qu’il poursuit ses recherches sur le contrôle de l’énergie, il ressent des malaises. Il rédige son testament. Le père de son disciple Pham Xuân Tong le trouve inanimé. Il meurt quelques heures plus tard à l’hôpital de Cho Rây, des suites d’une hémorragie cérébrale.
Pham Xuân Tong, alors en France, qu’il avait choisi comme successeur, reçoit son testament et une partie des livres écrit spécialement à son intention.

## Sources
- International Qwan ki do Federation
- http://www.qwankido.fr/ufat/php/ufat_qwankido_mchau.php